# Матлаєв Омелян Іванович
Омеля́н Іва́нович Матла́єв (14 серпня 1904 — 26 січня 1945) — радянський військовик часів Другої світової війни, телефоніст взводу зв'язку 780-го стрілецького полку 214-ї стрілецької дивізії, червоноармієць. Герой Радянського Союзу (1945).

## Життєпис
Народився 14 серпня 1904 року в селі Окіп, нині Золочівського району Харківської області, в селянській родині. Українець. Закінчив сільську школу. Працював на заводі у місті Харкові.
З початком німецько-радянської війни з жовтня 1941 по серпень 1943 року перебував на тимчасово окупованій території.
До лав РСЧА призваний Золочівським РВК у серпні 1943 року. З 28 серпня 1943 року — телефоніст взводу зв'язку 3-го стрілецького батальйону 780-го стрілецького полку 214-ї стрілецької дивізії. Воював на Степовому, 2-му та 1-му Українських фронтах. Двічі був поранений.
Особливо відзначився під час форсування річки Одер. У ніч на 26 січня 1945 року він першим форсував Одер і встановив надійний зв'язок 9-ї стрілецької роти зі штабом 3-го стрілецького батальйону, чим сприяв успішному форсуванню і розширенню плацдарму на лівому березі Одера. Протягом 26 січня, попри щільний артилерійсько-мінометний вогонь і безперервні контратаки супротивника, забезпечував безперебійний зв'язок між підрозділами. У критичний момент бою не залишив свій бойовий пост, вогнем зі стрілецької зброї знищив 15 солдатів супротивника. Загинув у цьому бою.
Похований на північно-західній околиці поселення Седльце Олавського повіту Нижньосілезького воєводства Польщі.

## Нагороди
Указом Президії Верховної Ради СРСР від 10 квітня 1945 року «за зразкове виконання бойових завдань командування на фронті боротьби з німецько-фашистськими загарбниками та виявлені при цьому відвагу і героїзм», червоноармійцеві Матлаєву Омеляну Івановичу присвоєне звання Героя Радянського Союзу (посмертно).
Нагороджений орденом Леніна (10.04.1945)

## Вшанування пам'яті
У рідному селі Окіп та у селищі міського типу Золочів встановлено погруддя Героя.